# Ярмолинцы (Гайсинский район)
Ярмоли́нцы (укр. Ярмолинці) — село на Украине, находится в Гайсинском районе Винницкой области.
Население села по переписи 2001 года составляет 889 человек. Занимает площадь 3,259 км².

## Адрес местного совета
23740, Винницкая область, Гайсинский р-н, с.Ярмолинцы, ул.Октябрьская, 20а